# Tiberios III
Tiberios III (tiếng Hy Lạp: Τιβέριος Γ') (mất ngày 15 tháng 2 năm 706) là Hoàng đế Đông La Mã từ năm 698 đến 21 tháng 8 năm 705. Dù thời kỳ trị vì của ông được coi là khá thành công, đặc biệt là trong việc ngăn chặn các mối đe dọa từ người Ả Rập ở phía đông, về sau ông bị hoàng đế tiền nhiệm Justinianos II lật đổ và xử tử.

## Nắm quyền
Tiberios nguyên là một sĩ quan hải quân người German đến từ vùng Pamphylia và ban đầu có tên là Apsimaros (Αψίμαρος), do lập được nhiều chiến công nên thăng lên tới chức droungarios của Cibyrrhaeotic Thema. Ông tham gia vào chiến dịch thất bại trong việc giành lại Carthage vào năm 698. Khi đô đốc John the Patrician rút lui khỏi Carthage đến Crete, hạm đội lập tức nổi loạn, lật đổ và giết chết viên chỉ huy của họ, rồi chọn Apsimaros thế chỗ vào. Sau đó thay đổi tên gọi thành Tiberios, Apsimaros đã dong buồm đến Constantinopolis lúc này đang bị một bệnh dịch hoành hành và tiến hành cuộc vây hãm thành phố.
Cuộc cách mạng của ông đã thu hút sự ủng hộ của phe áo màu Lục, cũng như các đơn vị tăng phái từ quân đội và vệ binh hoàng gia, cùng các quan chức trung thành với mình đã lén ra mở cửa thành phố và tôn Tiberios lên ngôi hoàng đế, sau đó quân đội của ông đã tiến hành cướp bóc thành phố. Khi đã thiết lập ngôi vị vững chắc, ông bèn ra lệnh cắt mũi vị hoàng đế bị phế truất Leontios và tống ông này vào tu viện Psamathion. Leontios cũng đã dùng nhục hình với vị hoàng đế tiền nhiệm Justinianos II theo cùng một cách thức ba năm về trước.

## Triều đại
Sau khi đăng quang, Tiberios III đã thực hiện quyết định mang tính chiến thuật là bỏ qua châu Phi mà Carthage giờ đây mất hẳn. Thay vào đó, ông đã bổ nhiệm người anh trai Herakleios làm monostrategos phía Đông, mà công việc đầu tiên là tăng cường phòng thủ Anatolia cả trên bộ và trên biển trước khi tiến tới tấn công Caliphate Umayyad dưới thời Abd al-Malik, giành những chiến thắng nhỏ nhoi trong khi đột kích vào miền bắc Syria vào năm 700 và 701. Sau đó ông tiến hành xâm lược và giữ vững lãnh thổ tại Armenia trong một khoảng thời gian, rồi những đợt trả đũa của người Ả Rập vào năm 703 và 704 đã bị đẩy lui ra khỏi Cilicia với tổn thất nặng nề mà họ phải hứng chịu.
Thành công về mặt quân sự được đi kèm với nỗ lực của Tiberios nhằm tăng cường thực lực quân sự của đế chế thông qua việc tái tổ chức bộ máy chính quyền. Tiberios sau đó hướng sự chú ý của mình tới đảo Síp vốn đã thưa thớt dân cư từ thời Justinianos II. Ông gửi một phái đoàn đến Caliph tại Damascus với yêu cầu trả lại số tù binh người Síp đã bị bắt ở gần Propontis, rồi thì trả họ về quê quán cũ của mình. Ông còn củng cố tuyến phòng thủ của hòn đảo cùng một lúc bằng cách tăng số đơn vị đồn trú quân đội từ dãy núi Taurus. Hoàng đế cũng tổ chức lại Cibyrrhaeotic Thema và sai người tu sửa các bức tường thành nằm sát biển của Constantinopolis.
Ở trong nước, hành động được biết đến duy nhất mà hoàng đế làm là trục xuất Philippikos Bardanes, con trai của một quý tộc trứ danh, ra đảo Cephalonia. Philippikos, một vị hoàng đế tương lai, đã mơ thấy đầu mình bị một con đại bàng che khuất, mà Tiberios diễn giải là Philippikos đã lên kế hoạch nổi dậy chống lại ông.

### Phế truất
Cùng lúc ấy vào năm 704, Justinianos II đã thoát khỏi chốn lưu đày ở Cherson, rồi trốn đến chỗ khả hãn của người Khazar là Busir Glavan. Tiberios liền trả công hậu hĩnh để Busir giết chết Justinianos, nhưng bất thành do Justinianos đã kết hôn với em gái của khả hãn và được tân nương mật báo nên thừa cơ trốn mất. Rong đuổi mãi mới tìm được sự trợ giúp từ Tervel của Bulgaria, cuối cùng ông cũng tìm cách trở lại Constantinopolis khi dẫn đầu đội quân người Slav và Bulgar vào năm 705. Trong vòng ba ngày, Justinianos cố gắng thuyết phục các công dân của Constantinopolis mở cửa thành nghênh đón, nhưng đều vô hiệu. Đột nhiên quân đội của ông phát hiện ra một ống dẫn nước dài bị bỏ hoang phế bên dưới bức tường thành phố, nhờ đó mà Justinianos và một số người ủng hộ ông đã tìm được cách đột nhập vào trong thành phố. Nghe tin Justinianos đã nắm quyền kiểm soát Cung điện Blachernae vào ban đêm, Tiberios vội vàng cải trang rồi bỏ trốn sang Bithynia ẩn náu để tránh bị truy bắt trong vài tháng.
Ít lâu sau Tiberios cùng với người anh trai Herakleios và cựu hoàng Leontios đều bị bắt giữ, xích lại đưa đi diễu khắp phố phường trước khi áp giải tới trước mặt Justinianos ở Trường đua ngựa Constantinopolis. Tại đây, trước sự chế giễu từ đám đông dân chúng, Justinianos đã đặt chân lên cổ Tiberios và Leontios bằng một cử chỉ tượng trưng cho sự khuất phục trước khi ra lệnh xử trảm bêu đầu thị chúng. Riêng anh của Tiberios là Herakleios và nhiều chỉ huy quân sự dưới quyền ông sau đó đều bị treo cổ.

### Chính yếu
Theophanes the Confessor, Chronographia.

### Thứ yếu
- Kazhdan, Alexander, biên tập (1991), Oxford Dictionary of Byzantium, Oxford University Press, ISBN 978-0-19-504652-6
- Norwich, John Julius (1990), Byzantium: The Early Centuries, Penguin, ISBN 0-14-011447-5
- Canduci, Alexander (2010), Triumph & Tragedy: The Rise and Fall of Rome's Immortal Emperors, Pier 9, ISBN 978-1-74196-598-8
- Moore, R. Scott, "Tiberius III(II) (698–705 A.D.)", De Imperatoribus Romanis (1999)
- Warren Treadgold, A History of the Byzantine State and Society (Stanford University Press, 1997) ISBN 0-8047-2630-2
- Dumbarton Oaks, Catalogue of the Byzantine Coins in the Dumbarton Oaks Collection, Vol. II, Part 2 (1968)
- Bury, J.B., A History of the Later Roman Empire from Arcadius to Irene, Vol. II, MacMillan & Co., 1889